# Prvenstvo Primorsko-goranske nogometne zone 1952./53.
"Prvenstvo Primorsko-goranske nogometne zone", odnosno Primorsko-goranska nogmetna zona, Zonsko nogometno prvenstvo Primoje-Gorski kotar, Zonska liga Rijeka je bila liga četvrtog stupnja nogometnog prvenstva Jugoslavije u sezoni 1952./53. 
 Sudjelovalo je 10 klubova, a prvak je bio "Torpedo" iz Rijeke. 

## Ljestvica
| mj. | klub                         | ut. | pob. | ner. | por. | gol+ | gol- | bod |
| --- | ---------------------------- | --- | ---- | ---- | ---- | ---- | ---- | --- |
| 1.  | Torpedo Rijeka               | 18  | 14   | 4    | 0    | 54   | 17   | 32  |
| 2.  | Hidroelektra (Homer – Lokve) | 18  | 10   | 4    | 4    | 56   | 27   | 24  |
| 3.  | Borac Bakar                  | 18  | 11   | 2    | 5    | 49   | 31   | 24  |
| 4.  | 3. maj Rijeka                | 18  | 9    | 4    | 5    | 38   | 34   | 22  |
| 5.  | Risnjak Lokve                | 18  | 8    | 2    | 8    | 35   | 37   | 18  |
| 6.  | Klana                        | 17  | 7    | 2    | 8    | 38   | 33   | 16  |
| 7.  | Građevinar Rijeka            | 17  | 6    | 3    | 8    | 45   | 55   | 15  |
| 8.  | Grobničan (Cernik – Čavle)   | 17  | 4    | 3    | 10   | 32   | 47   | 11  |
| 9.  | Pomorac Kostrena             | 18  | 3    | 3    | 12   | 16   | 48   | 9   |
| 10. | Lovnik Vrbovsko              | 17  | 2    | 3    | 12   | 29   | 50   | 7   |

- ljestvica bez rezultata dvije utakmice
- "Hidroelektra" prvi dio igrala pod nazivom "Hidrobrana"

## Rezultatska križaljka
| kratica | klub                                      | 3MAJ | BOR | GRA | GRO | HID | KLA | LOV | POM | RIS | TOR |
| --- | ----------------------------------------- | ---- | --- | --- | --- | --- | --- | --- | --- | --- | --- |
| 3MAJ | 3. maj Rijeka                             |      |     |     |     |     |     |     |     |     |     |
| BOR | Borac Bakar                               |      |     |     |     |     |     |     |     |     |     |
| GRA | Građevinar Rijeka                         |      |     |     |     |     |     |     |     |     |     |
| GRO | Grobničan (Cernik – Čavle)                |      |     |     |     |     |     |     |     |     |     |
| HID | Hidrobrana / Hidroelektra (Homer – Lokve) |      |     |     |     |     |     |     |     |     |     |
| KLA | Klana                                     |      |     |     |     |     |     |     |     |     |     |
| LOV | Lovnik Vrbovsko                           |      |     |     |     |     |     |     |     |     |     |
| POM | Pomorac Kostrena                          |      |     |     |     |     |     |     |     |     |     |
| RIS | Risnjak Lokve                             |      |     |     |     |     |     |     |     |     |     |
| TOR | Torpedo Rijeka                            |      |     |     |     |     |     |     |     |     |     |
| |                                           |      |     |     |     |     |     |     |     |     |     |
| podebljan rezultat - utakmice od 1. do 9. kola (1. utakmica između klubova) rezultat normalne debljine - utakmice od 10. do 18. kola (2. utakmica između klubova) rezultat nakošen - nije vidljiv redoslijed odigravanja međusobnih utakmica iz dostupnih izvora rezultat smanjen * - iz dostupnih izvora nije uočljiv domaćin susreta prekrižen rezultat - poništena ili brisana utakmica p - utakmica prekinuta 3:0 p.f. / 0:3 p.f. - rezultat 3:0 bez borbe n.i. - nije igrano |                                           |      |     |     |     |     |     |     |     |     |     |

 Izvori: